# Karl Jannuska
Karl Jannuska est un batteur canadien né en 1975 à Altona. Également compositeur et enseignant, il est installé en France depuis 2000.

## Biographie
Né le 31 décembre 1975, d'un père pasteur et d'une mère enseignante, Karl Jannuska grandit à Brandon, une ville du Manitoba au Canada. C'est à Thompson qu'il commence à jouer de la batterie à l'âge de 5 ans, avec un instrument constitué de casseroles, de couvercles puis d'une caisse claire. Un an plus tard, il aura sa première batterie .
Il a 9 ans lorsqu'il déménage avec ses parents dans la ville de Brandon où il rencontre ceux qui lui donneront le goût du jazz: Brent Campbell et Doug Sullivan, respectivement ses profs de musique et de batterie. À 15 ans, il se produit sur scène avec des musiciens de Brandon University.
Son premier enregistrement professionnel date de 1994, au sein du groupe de world music Global Village Trucking Company .
En 1998, il est diplômé, avec High Distinction, de l'Université McGill en Jazz Performance.
Lauréat des bourses du Conseil des arts du Canada et du Conseil des arts du Québec en 1999, Karl passe neuf mois à New York pour étudier avec le batteur Tom Rainey.
Il rencontre une Française à Montréal, s'installe à Paris en 2000 et l'épouse l'année suivante.
Au regard de ses nombreuses collaborations, Karl Jannuska est un batteur convoité. Il a accompagné et enregistré avec de nombreux musiciens. On peut citer : Kenny Wheeler, Lee Konitz, Seamus Blake, Kurt Rosenwinkel, Mark Turner, Kevin Hays, David Binney, Paolo Fresu, David Linx, Baptiste Trotignon, Pierre de Bethmann, Stéphane Belmondo, Alain Jean-Marie,Sheila Jordan, Serge Forte, Christine Jensen, Norma Winstone (en), Joel Miller, Jean-Christophe Beney, Olivier Calmel, Rick Margitza, Michael Felberbaum, Randy Brecker, Enrico Pieranunzi, Brad Mehldau, Louie Bellson, Lionel Loueke, Chuck Israels, David Liebman, Bojan Z, Peter Bernstein, Don Thompson, Ranee Lee, Manuel Rocheman, Laurent Coq, Manu Codjia, Émile Parisien, François Moutin, Ben Monder, David Binney, Michel Donato, François Théberge, François Bourassa, Yaron Herman, Sam Yahel, Ingrid Jensen, Paris Jazz Big Band, Hervé Sellin, Franck Amsallem, Géraldine Laurent, Niels Lan Doky, et Sara Lazarus ,.
Sa discographie compte plus de cent enregistrements dont sept avec son groupe et cinq en tant que co-leader. Après un premier album primé en 2004, Liberating Vines, il sort un second opus Thinking in Colours en septembre 2008. Karl débute ensuite sa collaboration avec la chanteuse canadienne, Sienna Dahlen .
Ensemble, ils enregistrent quatre disques : Streaming en 2010, le très remarqué The Halfway Tree en 2012, et Midseason en 2016; Verglas, avec les compositions de Sienna Dahlen, paraît sous le nom de celle-ci en 2012 ,,.
Ils se produisent dans de grands festivals dont le Festival International de Jazz de Montréal, Toronto Jazz Festival, Jazz in Marciac ou le Festival de Radio France à Montpellier.
Membre fondateur du Paris Jazz Underground, Karl quitte ce collectif/label en 2015 et démarre le collectif Shed Music avec les membres du groupe The Watershed. Leur premier disque, Inhale/Exhale, est sorti le 22 janvier 2016 ,. Leur deuxième album, Time Stretch, sorti en 2019, est un enregistrement live. 
De 2005 à 2012, Karl Jannuska a assuré les masters class de batterie au festival Jazz in Marciac. Il est aussi un des intervenants réputés du Centre des Musiques Didier Lockwood (CMDL) ,.

### Récompenses
En 2004, Liberating Vines, sorti sous le label Effendi, a reçu un prix Opus en qualité d’Album de l’année Jazz / Musique du Monde .
La même année, son titre House of 100 faces de l'album Thinking in Colours a été récompensé par le prix CBC Étoiles Galaxie en tant que composition la plus originale du Festival International de Jazz de Montréal .
En 2011 et 2013, Karl fut demi-finaliste du International Songwriting Competition (ISC).
En 2012, son album The Halfway Tree a reçu un Choc de Jazz Magazine dans le numéro du mois de mai. Il a bénéficié d'une aide à l'autoproduction de la SACEM.
En tant que sideman, l'album Fall Somewhere de Nicolas Moreaux est le lauréat du Grand Prix Jazz de l'Académie Charles-Cros 2013. Le Dal Sasso Big Band, dont Karl est membre depuis 2018, a remporté la catégorie "Groupe" aux Victoires du Jazz 2020.

## Ses formations musicales

### En tant que leader ou co-leader
Dans le passé :
- Synapse trio composé de Amy Gamlen (sax), Pierre Perchaud (guitare), Karl Jannuska (batterie) [16].
- Paris Jazz Underground composé de David Prez (sax ténor), Sandro Zerafa (guitare), Romain Pilon (guitare), Yoni Zelnik (contrebasse), Olivier Zanot (sax alto), Karl Jannuska (batterie).

Actuellement :
- Karl Jannuska feat. Cynthia Abraham composé de Cynthia Abraham (voix), Tony Paeleman (claviers), Federico Casagrande (guitare), Pierre Perchaud (guitare), Karl Jannuska (batterie)
- The Watershed composé de Tony Paeleman (rhodes, synthé, piano), Pierre Perchaud (guitare), Christophe Panzani (sax, clarinette basse), Karl Jannuska (batterie).

### En tant que sideman
Karl Jannuska a un nombre important de collaborations. On peut citer les quelques groupes mentionnés sur son site officiel :
- Toine Thys Trio
- Christophe Dal Sasso Big Band
- Matthis Pascaud & Hugh Coltman "Night Trippin"
- Sofie Sorman
- Pierre de Bethmann Medium Ensemble
- Olivier Bogé
- Meta
- Michael Felberbaum Quartet
- Nicolas Moreaux

## Discographie

### En tant que leader ou co-leader
- 2004 : Liberating Vines – Karl Jannuska
- 2007 : Self-titled - Synapse
- 2008 : Thinking in Colours – Karl Jannuska
- 2010 : Streaming – Karl Jannuska featuring Sienna Dahlen
- 2012 : Self-titled - Paris Jazz Underground
- 2012 : The Halfway Tree – Karl Jannuska feat. Sienna Dahlen
- 2016 : Inhale/Exhale - The Watershed
- 2016 : Midseason –  Karl Jannuska feat. Sienna Dahlen et Denzal Sinclaire
- 2018 : On the Brighter Side - Karl Jannuska feat. Cynthia Abraham
- 2019 : Time Stretch  - The Watershed
- 2021 : Sofie Sorman Featherweight - Sings the Music of Karl Jannuska (EP)
- 2022 : Duality - Karl Jannuska feat. Cynthia Abraham

### En tant que sideman
- 1994 : Self-titled - Global Village Trucking Company
- 1998 : Sang Froid - McGill Jazz Orchestra
- 2000 : Styles - Panache
- 2000 : …And Then Everything Started To Look Different - Joel Miller
- 2000 : Collage - Christine Jensen
- 2001 : Present Tense - Bryn Roberts
- 2001 : Live au Cabaret - Seamus Blake with the Daniel Thouin trio
- 2002 : Music of Konitz - François Théberge & Lee Konitz
- 2003 : The Look of Love - Niels Lan Doky
- 2003 : Introduction - Vincent Bourgeyx
- 2003 : Jazz’in Chopin - Serge Forté
- 2004 : Mafate - Olivier Calmel
- 2004 : …et ses Amis Européens - Michel Donato
- 2004 : Polychromy - Jean-Christophe Beney
- 2004 : Believe in Jazz - Sheila Jordan
- 2004 : Sharp Water - Michael Felberbaum
- 2005 : Piano, Piano - Anne Ducros
- 2005 : Scandinavian Reminiscence - Niels Lan Doky
- 2006 : The Long View - Tom Van Seters
- 2006 : La Bohème - Serge Forté
- 2006 : "Sweetsalt" - Michael Felberbaum
- 2006 : A Fraction of You - Fredrika Stahl
- 2006 : Archipel - Thomas Savy
- 2007 : Entre Ombre et Lumière - Michèle-Anne Mimouni
- 2007 : DavidPrezRomainPilonGroup - David Prez & Romain Pilon
- 2007 : Empreintes - Olivier Calmel
- 2007 : Un ange qui ricane - Vincent Bourgeyx
- 2007 : Epigram - Meta
- 2007 : …et ses Amis Européens vol.2 - Michel Donato
- 2007 : Uncaged - Sophie Alour
- 2008 : Marciac-New York Express - Hervé Sellin Tentet
- 2008 : II - David Prez & Romain Pilon
- 2008 : Alba Lux - Tam De Villiers
- 2008 : Viara - Gueorgui Kornazov
- 2008 : Memory Flash - Petr Zeleka
- 2009 : On the Reed…Again - Jean-Luc Fillon
- 2009 : Cold Light - Amy Gamlen
- 2009 : Beatnick - Nicolas Moreaux
- 2010 : Humanidade - Patrick Favre
- 2010 : Opus 3 - Sophie Alour
- 2010 : Music Boox - Sebastien Lovato
- 2010 : Aerial - Fraser Hollins
- 2010 : The Big Live - Paris Jazz Big Band
- 2011 : Toy Balloons - Sonia Cat-Berro
- 2011 : Urban Poetics - Sandro Zerafa
- 2011 : Motion Unfolding - Tam DeVilliers
- 2012 : Awakening - David Prez
- 2012 : Gotta Do It Right - Cécilia Bertolini
- 2012 : Origines - Patrick Favre
- 2012 : Imaginary Traveler - Olivier Bogé
- 2012 : Verglas - Sienna Dahlen
- 2013 : Fall Somewhere - Nicolas Moreaux
- 2013 : Crosswords – Sam Sadigursky / Laurent Coq
- 2013 : Words Project IV - Sam Sadigursky
- 2013 : Direction - Amy Gamlen
- 2013 : Sweetness of a Saffron Wind – Meta
- 2013 : Slow Motion - Tony Paeleman
- 2014 : Sila - Gueorgui Kornazov
- 2014 : Ripples - Sofie Sorman
- 2014 : Archipel 2- Bleu - Thomas Savy
- 2014 : The Budapest Concert - Gueorgui Kornazov
- 2015 : Music Boox Vol. 2 - Sebastien Lovato
- 2015 : Panacea - Tam DeVilliers
- 2015 : Live in Paris - David Garlitz
- 2015 : Sings Vol.2 - Franck Amsallem
- 2015 : Paris Hop - Louise Blackwell
- 2015 : Lego - Michael Felberbaum
- 2015 : Expanded Places - Olivier Bogé
- 2016 : Square One EP - Matthis Pascaud
- 2016 : Young Bloods, Green Beans And Spring Chickens - David Garlitz
- 2016 : Exo - Pierre de Bethmann
- 2017 : On the Road / Off the Road - Philippe Macé
- 2017 : Camera Obscura - Tony Paeleman
- 2017 : When Ghosts Were Young - Olivier Bogé
- 2017 : La Diversité - Nicolas Kummert feat. Lionel Loueke
- 2018 : Shake - Matthis Pascaud
- 2018 : Lonely Siren - Sonia Cat Berro
- 2018 : Vindarna - Sofie Sorman
- 2018 : Far Horizons - Nicolas Moreaux
- 2019 : Todhe Todhe - Pierre de Bethmann Medium Ensemble Vol. 3
- 2019 : The Optimist - Toine Thys
- 2019 : Incurve Life - Meta
- 2019 : The Palmer Suite - Dal Sasso Big Band
- 2019 : Oh Orwell - Plumes
- 2019 : Clap Clap - Matthis Pascaud
- 2021 : Africa Brass Revisited - Dal Sasso Big Band
- 2021 : Night Trippin - Matthis Pascaud & Hugh Coltman
- 2023 : Shelter(s) - Olivier Bogé
- 2024 : Le CarnaJazz des Animaux - Dal Sasso Big Band
- 2024 : Three Quartets Revisited - Dal Sasso Big Band
- 2024 : Edifice Wrecks - Cobra Fantastic